# Avions Voisin C28

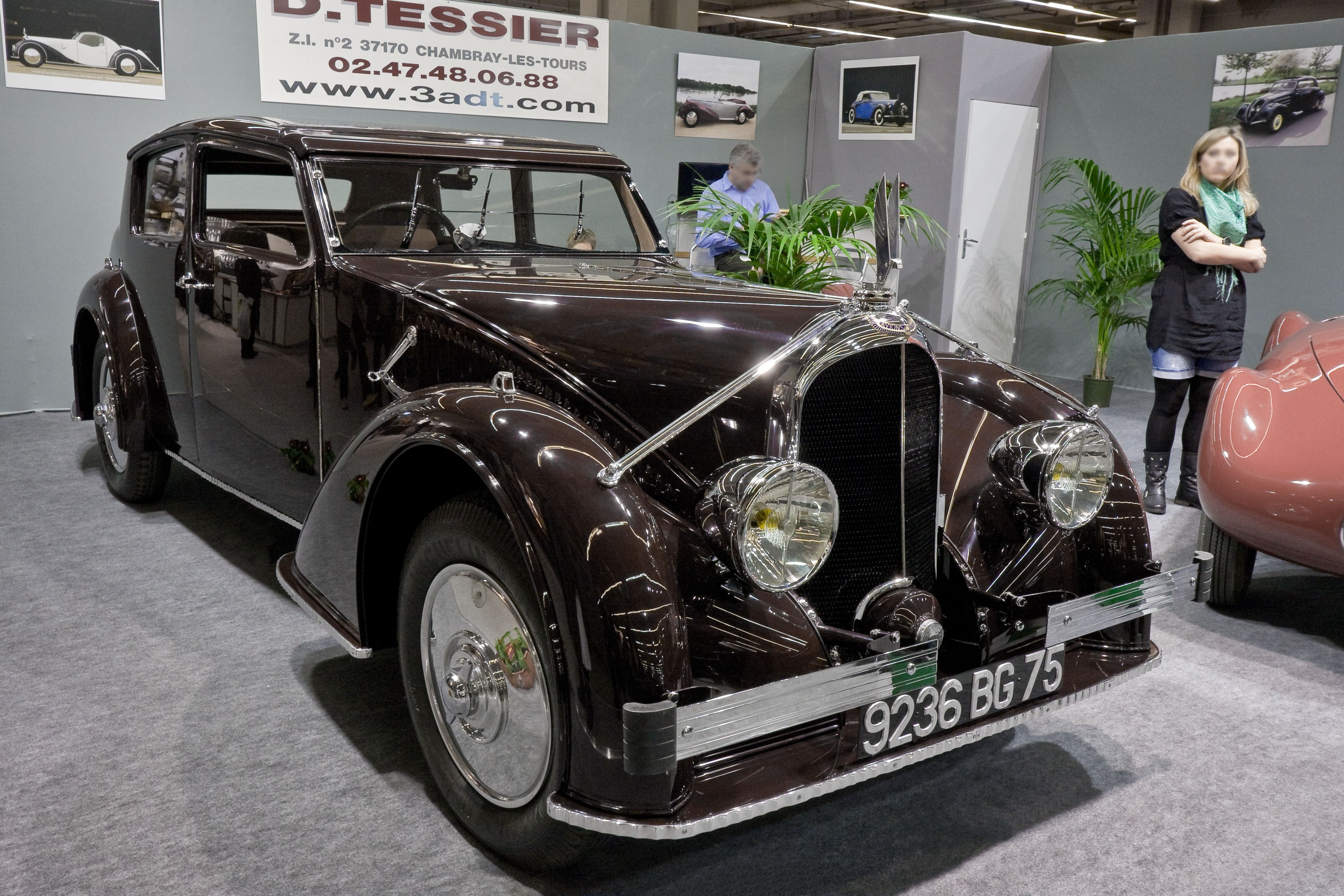
Avions Voisin C28. 1936

Avions Voisin C28 була одна з останніх моделей французької компанії Avions Voisin конструкції Габріеля Вуазена.  Avions Voisin V12L

## Історія
На час виготовлення моделі С28 компанія Avions Voisin перебувала під загрозою банкрутства (1936). Тепер Габріель Вуазен особисто проектував конструкцію і дизайн кузова машини - седан Clairière, купе Cimier, лімузин Ambassade з традиційними окремими передніми крилами. Одним з перших на шасі С28 Sprint встановили алюмінієвий кузов понтон Aerosports, що ліг в основу дизайну сучасних авто. Шасі було двох модифікацій з колісною базою 3000 мм і 3200 мм. 6-циліндровий мотор Knight об'ємом 3,3 л з потужністю 100 к.с. забезпечував швидкість 150 км/год. Система Knighta забезпечувала низьку шумність мотора. Коробка передач Cotal була напівавтоматичною з електромеханічною частиною. Кузов мав розсувний дах з пневмоприводом, регульовані амортизатори, потрійні склоочищувачі. Однак при непоганих ходових характеристиках 6-циліндровий мотор був застарілим для престижної моделі, коли давно нормою були 8- та 12-циліндрові мотори.
Вартість Avions Voisin C28 Aerosports становила 92.000 франків при вартості схожого Bugatti Type 57 70.000 франків при тому, що Bugatti розвивав 195 км/год і стояв на ньому 8-циліндровий мотор у 200 к.с. Через загрозу банкрутства компанія отримала нову адміністрацію з бельгійських інвесторів на чолі з Ван Роггеном, яка вирішила знизити ціни авто, відмовившись від моделі Avions Voisin V12L, а С28 дозбирували з наявних деталей. Це спричинило появу моделі С30, яка не змогла врятувати Avions Voisin з початком світової війни.
З близько 60 виготовлених шасі С28 лише 3-4 отримали були Avions Voisin C28 Aerosports.